# Мухїддин ан-Нававі
Мухїддин Абу Закарійя Ях'я ібн Шараф ан-Нававі (араб. محيي الدين النووي; 1233, Нава — 1278, Нава) — ісламський богослов, факіг, мухаддиса. Відомий як Імам ан-Нававі.

## Біографія
Його повне ім'я: Мухїддин Абу Закарійя Ях'я ібн Шараф ібн Марі ібн Хасан ібн Хусейн ібн Хизам ібн Мухаммад ібн Джумата ан-Нававі аш-Шафії ад-Дімашки. Ан-Нававі народився місяця мухаррам 631 року за мусульманським літочисленням (жовтень 1233 року) в селі Нава (нині сирійське місто на південь від Дамаска в провінції Дар'а). У ранньому віці вивчив напам'ять Коран. Його батько, побачивши здібності сина, у 1251 році відвіз сина в Дамаск, який у той час був одним із центрів освіти ісламського світу. Прийшовши в Дамаск, ан-Нававі вступив в медресе ар-Равахійя, де вивчав шафіїтське право. За короткий час вивчив напам'ять книги «ат-Танбіх» і «Мухаззаб». Ан-Нававі розповідав: «У 649 році (хіджри), коли мені було 19 років, батько привів мене в Дамаск, і я влаштувався медресе ар-Равахійя». Два роки я не лягав на бік, вивчив книгу «ат-Танбіх» за чотири місяці, а за інший рік я вивчив «чверть про поклонінь» з книги «аль-Мухаззаб».
Спочатку вивчав медицину, але через деякий час присвятив себе вивченню ісламських наук. Імам ан-Нававі писав: «Одного разу я надумав вивчити медицину. Коли я купив книгу Ібн Сіни (Авіценни) з метою вивчення медицину, в серці моєму „почорніло“, і кілька днів я залишався розсіяним, нездатним зробити нічого. Тоді я почав шукати причину такого стану і Аллах мені навіяв, що моє заняття медициною вселяє в мене такий стан. Тоді я негайно продав книгу Ібн Сіни і прибрав з дому все, що пов'язано з медичною наукою, і моє серце знову засвітилося і стан мій знову стабілізувався».
У 1253 році разом з батьком здійснив паломництво в Мекку. Всього ж за своє життя він двічі здійснював хадж. Його вчителями в області фікха були Ісхак аль-Магрибі, Абу Шама аль-Макдісі (муфтій Дамаска), Умар аль-Арбалі та інші відомі богослови. Його шейхом в суфізмі був Ясин аль-Маракіши.
З 1257 року почав писати богословські праці. У 1266 ж році очолив медресе аль-Ашрафійя в Дамаску, замінивши на цьому посту померлого Абу Шаму аль-Макдісі. За час навчання його здоров'я помітно підупало, але незважаючи на це, навіть очоливши медресе, імам ан-Нававі жив дуже скромно, витрачаючи гроші на благодійність.
Ан-Нававі мав величезну репутацію серед народу. Відомий випадок, коли мамлюки захопили Сирію, вони обклали населення військовим податком, яке звернулося за допомогою до імама ан-Нававі. Імам прийшов до мамлюкського султана Бейбарса з проханням звільнити народ Сирії від накладених на них податків, а також захистити викладачів медресе, доходи яких зменшилися. Султан відмовив імаму в його проханні і, більш того, вислав імама ан-Нававі з Дамаска за те, що той відмовився підписати фетву, яка узаконює ці податки. Примітно, що імам ан-Нававі залишився єдиним факіхом, що відмовився підписати цю фетву. Ця історія з життя імама відображена популярному романі Сірат аз-Захір Бейбарс, в якому султан проклинав ан-Нававі за те, що на деякий час осліп.
Крім фікха, імам ан-Нававі вивчав хадисоведення. За короткий час він став відомим вченим у цій галузі ісламських наук. Імам ан-Нававі вніс великий внесок у розвиток хадисоведення, написавши коментарі до збірників хадисів, а також книги з основ хадисоведення. Його збірка хадисів «Ріяд ас-Саліхін» (завершено в 1271 році) є одним з найбільш авторитетних в мусульманському світі.
З 1257 року імам ан-Нававі викладав в медресе Ашрафія.
Наприкінці свого життя він відвідав Єрусалим і Хеврон. Вів побожний і аскетичний спосіб життя. Ніколи не одружувався і не мав дітей. Імам ан-Нававі захворів і помер біля батьків у ніч середи 24 (або 14) числа місяця раджаб 676 року за хіджрою (22 грудня 1277 року) у віці 45 років у своєму рідному селі, де й похований.
Могила Мухїддина ан-Нававі шанувалася мусульманами, які побудували навколо неї гробницю. Над самою могилою виросло величезне дерево. В січні 2015 року бойовики «Джебхат ан-Нусра» замінували і підірвали гробницю імама.

## Богословська діяльність
Ан-Нававі є одним з видатних вчених шафійтської правової школи. Він виділявся своїми пізнаннями в області релігійних наук і аскетизмом і весь свій час присвячував пошукам знання і різним справам поклоніння.

### Хадисоведення
На сьогоднішній день імам ан-Нававі є одним з авторитетних ісламських богословів. Він володів знаннями сунни пророка Мухаммеда і застосовував до неї більш жорсткі вимоги, ніж пізні богослови; наприклад, він відносив до канонічних тільки п'ять збірок хадисів і ставив Сунан Ібн Маджа на один рівень з Муснадом імама Ахмада.
Незважаючи на шанобливе ставлення до імама Мусліму, він більш високо оцінює імама аль-Бухарі. Ним написаний найвідоміший коментар до Сахих Мусліма — аль-Мінхадж фі шарх Сахих Муслім. У вступі до цієї книги він написав історію її передачі і начерки хадисоведення. Він дав не тільки зауваження по ланцюжках передавачів (існадам), але і граматичне пояснення хадисів. В своїх роботах він дає богословські та правові аспекти хадисів, цитуючи при необхідності не тільки засновників правових шкіл, але і їх попередників (аль-Аузаї та ін). Він також вставив заголовки (тараджама) в роботу імама Мусліма.
З його книжок можна також згадати Кітаб аль-Арбаїн, назавершений коментар до Сахиха аль-Бухарі і Абу Дауда; і витяги з Умм аль-хадис Ібн ас-Салаха (ат-Такріб ва аль-тафсір).
У книзі імама ан-Нававі «Арбауна нававі» (Сорок обраних хадисів) викладені сорок хадисів охоплюють найважливіші аспекти релігії. Кожен з хадисів являє собою одну з великих основ ісламу і відноситься до числа тих, яких богослови називали основою ісламу в цілому. Крім того, автор дотримувався правила, згідно з яким кожен із сорока хадисів повинен бути достовірним, а більшість їх має приводитися в «Сахих аль-Бухарі» і в «Сахих Муслім». Багато хто до і після ан-Нававі обирав сорок хадисів, однак твір ан-Нававі «Арбауна нававі» є однією з найпопулярніших книг серед мусульман всього світу.

### Фікх
Важливість імама ан-Нававі в фікху, мабуть, навіть більше ніж в хадисоведенні. Його книга Мінхадж ат-талібін ва умдатуль муфтіїн (завершена в 1270 році) вважається однією з головних книг по шафійському праву разом з працею ар-Рафії (ум. 1226 р.) . Коментарі до цієї книги Ібн Хаджара аль-Хайтамі (Тухфа аль-Мухтадж) і ар-Рамлі (Ніхая аль-мухтадж) вважаються законодавчими книгами шафійського мазхабу. Мінхадж ат-талібін містить уривки і коментарі до книги ар-Рафії Мухаррар.
З правових творів ан-Нававі можна згадати Равда мухтасар фі шарх ар-Рафії (завершено в 1270 році), в якому часто коментуються книги Абу Ісхака аш-Ширазі аль-Мухаддаб і ат-Танбіх, а також аль-Василь Абу Хаміда аль-Газалі, що збереглася у вигляді фетв, зібраних Ібн аль-Аттаром.
З книг по біографіям та граматиці можна відзначити Тахзибуль асмаї ва люгат і Тахріру танбіх (завершена в 1272 році).

### Інші
Мухїддин ан-Нававі вивчав Рисала Абдул-Каріма аль-Кушайрі і написав книгу за молитвами Кітаб аль-Азхар (завершена в 1268 році).